# 93e escadre de bombardement
La 93e escadre de bombardement est une ancienne unité de bombardement des Forces aériennes stratégiques de l'armée de l'air française activée le 1er février 1965 et dissoute le 1er juillet 1976.

## Escadrons
- Escadron de bombardement 1/93 Guyenne (du 1er février 1965 au 1er juillet 1976) puis Escadron de bombardement 1/94 Guyenne
- Escadron de bombardement 2/93 Cévennes (du 1er février 1965 au 1er juillet 1976) puis Escadron de bombardement 3/91 Cévennes
- Escadron de bombardement 3/93 (sans nom de baptême de sa création le 1er août 1965 au 1er février 1966)
- Escadron de bombardement 3/93 Picardie (du 1er février 1966 au 20 février 1967)
- Escadron de bombardement 3/93 Sambre (du 20 février 1967 au 31 juillet 1976)
- Escadron de ravitaillement en vol 4/93 Aunis (du 13 juillet 1965 au 1er juillet 1976) (rattaché ensuite à la 93e Escadre de ravitaillement en vol)

## Bases
- BA125 Istres
- BA115 Orange
- BA103 Cambrai

## Appareils
- Dassault Mirage IVA
- Boeing C-135F